# Colbert (1928)
Colbert byl francouzský těžký křižník třídy Suffren. Nazván je podle Jeana-Baptisty Colberta. Křižník se účastnil druhé světové války.
Křižník za války operoval ve Středomoří a účastnil se například ostřelování Janova. Po francouzské kapitulaci a vzniku Vichistické Francie kotvil v Toulonu. Během války u něj byla posílena protiletadlová výzbroj. Po okupaci zbytku Francie Německem ho v Toulonu dne 27. listopadu 1942 zničila vlastní osádka, aby nepadl do německých rukou.